# Anja Liebert
Anja Liebert (Dortmund, 19 de setembro de 1969) é uma política alemã. Liebert tornou-se membro do Bundestag depois de ser eleita nas eleições federais alemãs de 2021. Ela é afiliada ao partido Aliança 90/Os Verdes.

## Carreira Política
De 1999 a 2001 e de 2004 a 2020, Liebert foi vereadora da cidade de Wuppertal. Desde o ano de 2009, Liebert é membro do Conselho Fiscal da Wuppertaler Stadtwerke (Mobil GmbH) e no ano de 2021, se tornou membro do Parlamento.